# Gliese 528
Gliese 528 è una stella binaria situata a circa 44 anni luce dal sistema solare. La stella principale appartiene alla sequenza principale (classe spettrale K4-V), la secondaria è anch'essa un nana arancione piuttosto simile alla principale, di classe K6. Ognuna delle stelle hanno pressappoco il 40% della massa solare.
Nomenclature alternative: HD-120476, HIP-67422, LHS-6259, SAO-83011.